# Гутијере де Сетина
Гутијере де Сетина (шп. Gutierre de Cetina; Севиља, 1520. — Пуебла де лос Анхелес, 1557), био је шпански песник ренесансе и Златног века.

## Биографија
Пореклом из славне племићке породице, Гутијере де Сетина је дуго живео у Италији, где је служио у војсци Карла V и спријатељио се са најистакнутијим људима тог времена времена, који су очигледно утицали на његову песничку оријентацију. Ренесанса је у „нови свет“ дошла преко италијанских утицаја које је у мексичку поезију увео Гутијере де Сетина.
Након што се повукао из војске 1545. године, вратио се у Севиљу. Убрзо је, међутим, са својим ујаком Гонзалом Лопезом отпловио за Мексико, где је боравио неко време, а потом се опет вратио. Једне ноћи 1557. године на смрт је избоден у граду Пуебла де лос Анхелес.